# United Jersey Bank Classic 1986
United Jersey Bank Classic 1986 — жіночий тенісний турнір, що проходив на відкритих кортах з твердим покриттям Ramapo College у Маві (США) в рамках Світової чемпіонської серії Вірджинії Слімс 1986. Турнір відбувся вдев'яте і тривав з 18 серпня до 24 серпня 1986 року. Перша сіяна Штеффі Граф здобула титул в одиночному розряді й отримала за це 29 тис. доларів США.

## Фінальна частина

### Одиночний розряд
Штеффі Граф —  Моллі Ван Ностранд 7–5, 6–1
- Для Граф це був 5-й титул в одиночному розряді за сезон і за кар'єру.

### Парний розряд
Бетсі Нагелсен /   Елізабет Смайлі —  Штеффі Граф /  Гелена Сукова 7–6(7–4), 6–3